# Raffaele Della Torre
Raffaele Della Torre (Genova, 1579 – Genova, 21 marzo 1666) è stato un giurista e storico italiano.
Fu il principale rappresentante della fazione filo-francese a Genova verso la metà del XVII secolo. Fu un importante pubblicista e uomo politico. Non deve essere confuso con l'omonimo nipote, che congiurò contro la Repubblica pochi anni dopo la sua morte.

## Vita e opere

Tractatus de cambiis, 1641
(Fondazione Mansutti, Milano).

Raffaele Della Torre studiò a Roma, a Bologna e infine a Parma, dove rimase fino al 1606, quando tornò a Genova e poco dopo ottenne il primo incarico pubblico, dando inizio a una lunga ed importante carriera.
Nel 1624 fu sorteggiato governatore, trovandosi così a svolgere un ruolo importante durante il respinto attacco di Carlo Emanuele I di Savoia a Genova nel 1625. Su questo episodio militare scrisse una breve opera, il Commentario dell'impressione ostile fatta dall'armi francesi e piemontesi nella Liguria l'anno 1625, rimasta manoscritta.
Nel 1628 alla scoperta della congiura di Giulio Cesare Vachero fu nominato consultore dei governatori che dovevano seguire il processo. Alcuni anni dopo ne scrisse una relazione, che fu stampata solo nel 1846, diventando una delle sue opere più note.
Nel 1630 fu inviato a Casale per assicurare al governatore di Milano, don Ambrogio Spinola, che la presenza di un residente francese a Genova non era di per sé pregiudizievole ai rapporti con la Spagna; in realtà si stava verificando una svolta nella politica internazionale della Repubblica e il Della Torre si caratterizzò subito come un esponente di spicco del gruppo autonomista e filofrancese. Nel 1633 fu sorteggiato procuratore e nel 1634 partecipò alle trattative per la pace con i Savoia.
Alla fine del 1635 fu incaricato di ribattere ai memoriali storico-giuridici pubblicati da Juan Ruiz De Laguna, un funzionario spagnolo che fu prima avvocato fiscale e poi senatore milanese e pretore di Pavia. Le opere del De Laguna difendevano il diritto dei Finalesi di importare liberamente sale e di navigare nel mare ligure senza pagare gabelle alla Casa di San Giorgio. Dato che Finale era un feudo del re di Spagna, la questione aveva una grande importanza economica e diplomatica ed era utilizzata dalla Spagna come bastone/carota con cui prevenire una eccessiva autonomia della Repubblica. Gli scritti del De Laguna avevano un carattere semi-ufficiale. Quello sul sale era alla base della decisione del Magistrato Ordinario di Milano di rigettare le proteste genovesi a difesi del proprio monopolio. Solo dopo sette anni (nel 1642) Della Torre pubblicò un volume dal titolo Controversiae finariensis adversus senatorem Lagunam cyrologia, promuovendo gli interessi genovesi, anche se talvolta con argomentazioni storiografiche oggi ritenute inaccettabili. Il libro era dotato di ampie appendici documentarie e divenne perciò un punto di riferimento obbligato per gli storici ed uomini politici, che nei secoli successivi si occuparono del marchesato di Finale.
Nel 1637 scrisse la Lettera...sopra le raggioni che tiene la Repubblica di Genova nel Mar Ligustico, indirizzata al marchese Vincenzo Giustiniani. L'opera sostiene il diritto esclusivo di Genova sopra la navigazione nel mar Ligure, preparando il più ampio studio pubblicato nel 1641 da Pietro Battista Borgo e promosso dallo stesso Della Torre. Le teorie giuridiche di Della Torre e di Borgo si oppongono a quella della libertà dei mari, proclamata da Ugo Grozio e combattuta da John Selden.
Nello stesso anno fu sorteggiato governatore: ciò gli consentì di partecipare anche da posizioni di governo alla lotta politico-diplomatica contro la Spagna. Nel 1644 fu inviato a Roma per una missione diplomatica, che gli consentì di stabilire utili rapporti politici. L'importanza della sua figura nel gioco delle fazioni genovesi può essere misurata anche dal fatto che nel 1649 gli Inquisitori di Stato aprirono un'inchiesta su di lui e subito intervennero i Supremi Sindacatori a difenderlo.
Contemporaneamente ai suoi impegni politico-professionali su questioni liguri, continuò la sua attività pubblicistica anche in altri settori. Nel 1641 pubblicò il Tractatus de cambiis: un'opera monumentale in cui venivano affrontati tutti gli aspetti della problematica dei cambi e delle lettere di cambio.
Nel 1645 fu a Roma, « per trattare alcune delicate questioni diplomatiche, prima fra tutte quella delle onoranze regie pretese dalla Repubblica. È probabile che in questo periodo sia entrato in contatto con i Barberini e si sia messo al loro servizio ».
Pubblicò nel 1651 il Dissidentis, desciscentis receptaeque Neapolis libri VI, commissionatogli dal Conte d'Ognate, una ricostruzione della rivolta napoletana di Masaniello del 1647, e nel 1653 lo Squitinio della Republica di Venetia d'autore incognito squitinato.
Nel 1654 le ripetute confische di imbarcazioni finalesi spinsero la Spagna a confiscare per rappresaglia i beni genovesi in Spagna, nel ducato di Milano e nel Regno di Napoli. Contribuì allora a indirizzare la diplomazia genovese nella difesa delle tesi della Cyrologia, attaccate da un libretto milanese anonimo (Gli affari del Finale con Genova...). L'anno successivo, dopo che era stato raggiunto un accordo diplomatico, diffuse il proprio punto di vista nell'opera Al curioso del vero. Anche negli ultimi anni della sua vita continuò ad essere consultato su tutte le questioni politiche di rilievo.
La sua ultima opera a stampa, dedicata a Ferdinando II de' Medici fu il Restaurandae antiquae iurisprudentiae conatus, pubblicata nel 1666. Non gli riuscì, invece, di pubblicare le Historie delli avvenimenti de suoi tempi, in cui avrebbe voluto ricostruire la storia europea sino alla pace di Vestfalia del 1648 e di cui aveva completato il primo volume già nel 1663, e materia di cui sperò anche la collaborazione del cardinal Mazzarino, tramite l'aiuto del fraterno amico Giannettino Giustiniani, quinta colonna del potente cardinale a Genova.
Della Torre avrebbe voluto che le sue carte fossero trasferite segretamente in Francia subito dopo la sua morte per consentirne la pubblicazione, ma i Collegi ne disposero il sequestro.
Alla sua morte, avvenuta nel marzo 1666, Giustiniani così lo descriveva a Hughes de Lionne (Ministro degli Esteri di Luigi XIV): « È morto il Seneca Christiano, il lume della Liguria, il più chiaro splendore di questa Republica, il signore Raffaele Della Torre, nell'età sua di 87 anni e mesi, alli 21 di questo con intrepidezza e franchezza incomparabili, dicendo che anche nel morire s'imparava, che essendogli sempre stata rappresentata la morte per spaventosa et horribile, la provava dolce, e tranquilla ».